# Alebroides incisus
Alebroides incisus är en insektsart som beskrevs av Irena Dworakowska 1997. Alebroides incisus ingår i släktet Alebroides och familjen dvärgstritar.
Artens utbredningsområde är Nepal. Inga underarter finns listade i Catalogue of Life.